# みずがめ座カッパ星
みずがめ座κ星（みずがめざカッパせい、kappa Aquarii; κ Aqr / κ Aquarii）は、みずがめ座の恒星で5等星。スペクトル分類K型の巨星。

## 名称
固有名のSitulaは、ラテン語で「バケツ」を意味する言葉を由来とする。これは、ルネサンス期にアラビア語でみずがめ座を指していた「井戸の釣瓶」を意味する al-dalw の訳語として充てられたものが、κ星の名称として使われるようになったものである。アラビアのアステリズムでの al-dalw は本来ペガススの四辺形のことであったが、後にギリシャと同じく今のみずがめ座を指すようになった。2016年9月12日、国際天文学連合の恒星の命名に関するワーキンググループ (Working Group on Star Names, WGSN) は、Situla をκ星の固有名として正式に承認した。